# Alien 3
Pour les articles homonymes, voir Alien.
Série Alien
Aliens, le retour
(1986) Alien, la résurrection
(1997)
Pour plus de détails, voir Fiche technique et Distribution.
Alien 3 (typographié ALIEN³ sur l'affiche du film) est un film de science-fiction horrifique américain réalisé par David Fincher, sorti en 1992.
C'est le troisième film de la saga Alien, après Alien, le huitième passager (1979) et Aliens, le retour (1986).
Le film a eu une production troublée, confronté à de nombreux problèmes, notamment le tournage sans scénario et l'attachement de divers scénaristes et réalisateurs. Fincher, dans ses débuts en tant que réalisateur, a finalement été amené à le réaliser après l'annulation d'une version proposée avec Vincent Ward comme réalisateur lors de la pré-production. Mais après la fin du tournage où la Fox n’a eu aucune confiance envers le réalisateur, Fincher quitte la production avant même que le montage soit terminé.
Le film a reçu des critiques mitigées et était considéré comme inférieur aux épisodes précédents. Fincher a depuis renié le film, le jugeant infidèle à sa vision originale en raison de l'interférence du studio.
En 2003, une version étendue et révisée du film connue sous le nom d'Assembly Cut est sortie, sans la confirmation de Fincher qu'il s’agit de son montage final puisqu’il ne l'a jamais affirmé. En revanche, cette version a reçu un accueil chaleureux.

## Synopsis
Résumé de la version originale n'incluant pas les changements de la version longue.
En 2179, Ellen Ripley et ses compagnons rescapés (la jeune Newt, le caporal Hicks et l'androïde Bishop) dorment en biostase à bord du vaisseau spatial USS Sulaco, qui retourne vers la Terre après les évènements sur LV-426. Mais un facehugger est présent à bord et brise l'une des capsules de stase où ils dorment, et son sang acide provoque un incendie. L’ordinateur de bord de l'USS Sulaco éjecte alors les cryotubes des quatre passagers dans une capsule de sauvetage EEV. La capsule s'écrase peu après sur Fiorina « Fury » 161, une planète-prison où se trouve une colonie minière pénitentiaire.
La capsule est récupérée par les membres de la colonie mais seule Ripley a survécu à l'écrasement. Examinée par un médecin, le docteur Clemens, celui-ci pense qu'elle pourra s'en sortir. Le superviseur de la prison, Andrews et son adjoint Aaron expliquent ensuite la situation aux prisonniers, leur assurant que la survivante, pour lesquels elle constitue une tentation, sera prochainement évacuée. Peu de temps après, Ripley est réveillée par Clemens qui lui apprend la mort de ses compagnons. Ripley souhaite voir les restes de la capsule EEV et une fois sur place, observe une marque d'acide sur le cryotube de Newt. Elle demande alors à Clemens de pratiquer une autopsie sur le cadavre de la fillette, en prétextant un risque de choléra. Clemens, d'abord suspicieux, accepte cependant mais l'autopsie ne donne rien. À la demande de Ripley, les corps de Newt et Hicks sont incinérés dans le haut-fourneau de la fonderie. Au même moment, le chien rottweiler présent lors de la récupération de l'EEV, est pris de convulsions avant qu'un xénomorphe quadrupède ne jaillisse de son corps.
Jusqu'à son évacuation, Ripley est contrainte de cohabiter avec les détenus. Dillon, leur chef et « mentor » autoproclamé, lui explique qu'ils peuvent pour le moment tolérer sa présence. Ripley discute ensuite avec Clemens, qui lui raconte l'historique de la station. « Fury » 161, la planète où elle a échoué, est l'hôte d'un ancien pénitencier minier qui abritait autrefois 5 000 détenus, chiffre désormais réduit à 25 hommes. Ces derniers, devenus les « gardiens des lieux », entretiennent désormais le haut-fourneau de l’installation. À la fermeture de la fonderie, les derniers détenus ont décidé de rester et se sont créés une nouvelle religion. Cependant, Clemens élude toutes les questions concernant son propre passé, Ripley faisant de même. Ils deviennent finalement intimes.
Le lendemain, un détenu est tué dans une bouche d'aération. Arrivé sur place, Clemens est intrigué par une marque d'acide, similaire à celle trouvée dans la navette EEV. Il partage cette information avec Ripley, qui décide de reconnecter ce qui reste de l’androïde Bishop dont le corps avait été jeté aux ordures. Après avoir réchappé d'une agression de plusieurs détenus grâce à l'intervention de Dillon, Ripley active Bishop. Elle lui demande d'analyser l'enregistreur de vol de l'EEV et l’androïde lui confirme qu'un incendie est à l'origine de l'éjection du EEV du Sulaco, mais également qu'un alien se trouvait à bord et que la compagnie Weyland-Yutani en a eu connaissance. Bishop, souffrant, demande ensuite à Ripley de le déconnecter. Dans l'intervalle, l'alien attaque un groupe de trois prisonniers isolés et en massacre deux. Le survivant, Golic, raconte alors ce qu'il a vu. Ripley confirme ses dires, finissant par dévoiler à Andrews et Aaron son histoire. Mais ces derniers refusent de la croire, Andrews lui rétorquant que de toute façon, la station ne possède pas d'armes. Il met ensuite Ripley en quarantaine à l'infirmerie en attendant l'arrivée de la navette censée la récupérer. Par la suite, Clemens finit par se livrer à Ripley : ancien médecin urgentiste sur Terre, il provoqua un jour la mort accidentelle de onze patients en se trompant dans le dosage des piqûres à la suite d'une longue garde ininterrompue. Emprisonné sur Fury 161 avec les autres détenus, il décida de rester avec eux, n'ayant nulle part où aller. Peu après et alors qu'il soigne une Ripley mystérieusement affaiblie, l'alien surgit et tue Clemens mais épargne étrangement Ripley en s'approchant de cette dernière. Courant prévenir les autres, Ripley rejoint les prisonniers réunis par Andrews mais ce dernier est brutalement emporté à son tour par la créature aux yeux de tous.
Sans armes pour se défendre dans une station délabrée, les survivants imaginent emprisonner l’alien en l'acculant dans un local destiné aux déchets nucléaires, le chassant à l'aide d'un produit hautement explosif (le quinitricéthylène). Mais alors que les prisonniers répandent le produit dans les couloirs, l'alien s'en prend à l'un d'entre eux qui finit par lâcher sa torche au sol, faisant s'enflammer le produit. Un ouragan de feu se déclenche alors et décime une dizaine de prisonniers, pris à leur propre piège. Ripley, qui ressent de plus en plus des douleurs suspectes, utilise le dispositif d'imagerie médicale de la capsule EEV. Aidée d'Aaron, elle découvre alors qu'elle est porteuse d'un embryon d'une reine alien, ce qui la condamne « de facto » à la mort. Ripley sollicite ensuite l’aide d'Aaron pour communiquer à la compagnie Weyland-Yutani que toute la planète est contaminée afin qu'ils ne puisse pas récupérer l'alien. Mais l'homme refuse car il est un père de famille et souhaite être rapatrié. Ripley décide alors d'aller trouver l'alien pour en finir, mais le monstre refuse encore une fois de la tuer. Ripley demande alors à Dillon de l'achever, mais ce dernier refuse car il veut que Ripley l'aide d'abord à tuer l'Alien. Il lui promet toutefois de la tuer une fois leur ennemi anéanti.
Les survivants se réunissent à la fonderie et Dillon déclare qu'il faut venger leurs camarades mais les autres ont peur et préfèrent attendre la navette de sauvetage comme le suggère Aaron. Ripley leur rétorque que pour la compagnie, leurs vies ne valent rien, et que seul l’alien compte. Dillon a dans l'idée d'attirer la bête dans le creuset de la fonderie afin de l'y noyer dans du plomb en fusion, en servant eux-mêmes d'appâts. Il souhaite que tous se « battent comme des hommes » plutôt que de subir les événements. Remotivés, les prisonniers acceptent finalement le plan suicidaire mais Aaron refuse de se joindre à eux. Débutent alors plusieurs courses-poursuites dans les couloirs de la fonderie afin d'amener l'alien jusqu'au creuset, ce qui entraîne la mort de la plupart des prisonniers. À l'issue de la manœuvre, seuls restent encore en vie le détenu Morse, Ripley et Dillon, qui finit lui-même par se sacrifier afin de retenir l'alien dans le creuset. Morse peut alors déclencher la coulée de plomb sur elle. Cependant, le monstre parvient à s’extraire de la matière en fusion et poursuit Ripley. Elle parvient toutefois à atteindre et ouvrir une vanne d'eau froide qui asperge l'alien, l'exposant à un violent choc thermique qui le fait exploser.
Entre-temps, l'équipe de sauvetage de la compagnie a débarqué sur la planète et Aaron les mène à la fonderie. Les hommes armés sont menés par Michael Weyland, parfait sosie de l'androïde Bishop, en fait son créateur. L'homme tente de convaincre Ripley de se faire extraire son embryon par chirurgie mais elle refuse, méfiante de ses intentions et s'éloigne sur un portique roulant avec l'aide de Morse. Ce dernier est blessé par un garde et Aaron, resté jusque-là neutre, s'en prend physiquement à Weyland avant d'être abattu. Les supplications de Weyland n'y changeront rien : Ripley demande à Morse de l'amener au-dessus de la cuve en fusion du haut-fourneau et une fois en place, elle se sacrifie en se laissant tomber dans la cuve en fusion tout en retenant la reine alien naissante de son corps.
Peu après, la prison ferme ses portes et les hommes de la compagnie quittent la planète en emmenant Morse, le dernier prisonnier. De la capsule EEV se fait entendre l'enregistrement sonore du journal de bord de Ripley, enregistré 57 ans plus tôt à bord du Nostromo.

## Fiche technique
Sauf indication contraire, les informations mentionnées dans cette section peuvent être confirmées par les bases de données cinématographiques IMDb et Allociné,  présentes dans la section « Liens externes ».
- Titre : Alien3
- Réalisation : David Fincher
- Scénario : Larry Ferguson, David Giler et Walter Hill, d'après une histoire de Vincent Ward, d'après les personnages créés par Dan O'Bannon et Ronald Shusett
- Musique : Elliot Goldenthal
- Direction artistique : Fred Hole et Jim Morahan
- Décors : Norman Reynolds
- Costumes : David Perry et Bob Ringwood
- Photographie : Alex Thomson et Paul Beeson (seconde équipe)
- Son : Chris David, Richard Overton, Sergio Reyes, Tony Dawe, Gary S. Gerlich
- Montage : Terry Rawlings ; David Crowther (pour la version longue)
- Effets visuels : Richard Edlund
  - Effets de l'alien par : Alec Gillis et Tom Woodruff
  - Designer des créatures : H. R. Giger
- Production : Gordon Carroll, David Giler et Walter Hill
  - Production déléguée : Ezra Swerdlow
  - Coproduction : Sigourney Weaver
- Sociétés de production : Brandywine Productions, présenté par Twentieth Century Fox
- Société de distribution : Twentieth Century Fox
- Budget : 50 millions de $[1]
- Pays de production :  États-Unis
- Langue originale : anglais
- Format : couleur
  - Version 35 mm — 2,39:1 (CinemaScope) — son Dolby
  - Version 70 mm — 2,20:1 (Panavision 70) — son Dolby
- Genre : science-fiction, action, épouvante-horreur
- Durée : 114 minutes (version originale) ; 144 minutes (édition spéciale)
- Dates de sortie :
  - États-Unis, Québec : 22 mai 1992[2]
  - France : 26 août 1992
  - Belgique : 27 août 1992
- Classification :
  - États-Unis : interdit aux moins de 17 ans (R – Restricted)[b]
  - France : interdit aux moins de 12 ans[3]
  - Belgique : potentiellement préjudiciable jusqu'à 12 ans (Mogelijk schadelijk voor kinderen onder de 12 jaar)[4],[5]
  - Québec : 13 ans et plus (13+ / 13 years and over)[2]

## Distribution
- Sigourney Weaver (VF : Tania Torrens) : Ellen Ripley
- Charles S. Dutton (VF : Pascal Renwick) : Dillon
- Charles Dance (VF : Daniel Sarky + Patrick Osmond) : le docteur Clemens
- Brian Glover (VF : Claude Brosset + Bruno Devoldère) : le superviseur Andrews
- Ralph Brown (VF : Patrick Floersheim + Jacques Albaret) : le superviseur adjoint Aaron, dit « 65 » (« 85 » en VO)
- Danny Webb (VF : Bernard Tixier + Sylvain Lemarié) : Morse
- Pete Postlethwaite (VF : Michel Paulin) : David
- Phil Davis : Kevin
- Paul McGann (VF : Thierry Mercier + Pascal Massix) : Golic
- Lance Henriksen (VF : Jean-Pierre Leroux + Serge Blumenthal) : Michael Weyland (crédité Bishop II) / Bishop
- Christopher John Fields (VF : Luc Florian) : Rains
- Holt McCallany : Junior
- Christopher Fairbank : Murphy
- Carl Chase (VF : Benoît Allemane) : Frank
- Leon Herbert (en) (VF : Michel Barbey) : Boggs
- Vincenzo Nicoli : Jude
- Paul Brennen : Troy
- Clive Mantle (en) (VF : Gilbert Levy) : William
- Peter Guinness (VF : Michel Barbey) : Gregor
- DeObia Oparei : Arthur
- Niall Buggy (en) : Eric
- Danielle Edmond : Rebecca « Newt » Jorden (caméo)
- Tom Woodruff Jr. : l'Alien (non crédité)

Légende : Doublage original (1992) + Doublage des scènes supplémentaires si différent (2003).

## Production

### Développement
« J'ai estimé que Ripley allait devenir un fardeau pour l'histoire. On ne peut jouer qu'un nombre limité de facettes chez ce personnage »,.

À l'origine, la Fox contacte Brandywine Productions pour deux nouveaux films. Les producteurs de la saga, David Giler et Walter Hill, envisagent plusieurs histoires possibles. Ils élaborent alors une idée autour de la société Weyland-Yutani qui s'oppose à des humains à l'idéologie socialiste qui se séparent de la société de la Terre[pas clair]. Sigourney Weaver n'aurait retrouvé son personnage d'Ellen Ripley que pour un caméo. Ce 3e film aurait été centré sur le personnage de Hicks incarné par Michael Biehn dans Aliens, le retour. Il est ainsi prévu que Ripley revienne dans un 4e film où elle serait engagée dans une bataille épique contre une multitude d'aliens créés par les Terriens expatriés. D'abord sceptique, la Fox décide de financer le projet de David Giler et Walter Hill, à condition que Ridley Scott dirige le film et que le 4e film soit tourné dans la foulée pour réduire les coûts de production. Mais le cinéaste britannique est trop occupé par divers projets à cette époque.
Le président de la Fox, Joe Roth, pense que le personnage de Sigourney Weaver est la pièce centrale de la saga et la seule femme soldat du cinéma. Un salaire de 5 millions de dollars est alors proposé à l'actrice, plus des bonus sur le box-office.
William Gibson
Pour le scénario, les producteurs approchent alors l'auteur cyberpunk américain William Gibson, très influencé par Alien, pour écrire le scénario. Il écrit un traitement de l'histoire de Giler et Hill, centrée sur Hicks et Bishop, car Sigourney Weaver ne voulait pas tellement participer au projet à ce moment-là. William Gibson imagine des tatouages code-barre, idée finalement conservée dans le film. William Gibson imagine une mutation génétique des aliens réalisée par la compagnie spatiale Anchorpoint. Le vaisseau spatial Sulaco (avec Hicks, Bishop et Ripley) arrive à Anchorpoint, lieu dirigé par l'UPP (Union of Progressive Peoples). Ripley est dans le coma, à la suite d'un incendie causé par les aliens sur le Sulaco. Hicks enquête alors sur la rumeur selon laquelle Weyland-Yutani a créé de nouveaux aliens... Le film se serait fini par un aperçu du 4e film, dans lequel Hicks et l'UPP s'allient face à un ennemi commun, qu'ils traqueront et détruiront jusqu'à sa source. Tout comme le second film, celui-ci est très orienté vers l'action. Il introduit de nombreux nouveaux personnages et donne un nouveau souffle à la saga. Le studio n'est pas convaincu et demande à Gibson des réécritures, à la suite de l'arrivée de Renny Harlin comme réalisateur du film,. William Gibson quitte finalement le projet.
Eric Red
Eric Red écrit ensuite un nouveau script, centré sur des marines des Forces Spéciales montant à bord du Sulaco et découvrant que tous les survivants de la mission LV-426 ont été victimes des aliens. La seule référence aux deux premiers films est un badge sur un scaphandre de cosmonaute déchiré portant le nom « Ripley ». L'histoire a entièrement lieu dans une ville provinciale américaine, dans un dôme. Le scénario de Red reprend l'idée d'aliens transformant des humains dans les cocons (scène coupée du premier film). Ce scénario va plus loin dans l'horreur que les films précédents de la saga. C'est aussi le premier scénario à parler d'une créature mi-homme mi-alien, qu'on retrouvera plus tard dans la version finale d'Alien, la résurrection. Le scénario réutilise aussi le « virus alien », imaginé par William Gibson, qui « crée » alors des moustiques-aliens - ainsi que du bétail-aliens, des chiens-aliens et des poulets-aliens - qui auront la capacité d'infecter la matière et la technologie. La station spatiale elle-même est affectée et transformée en une créature alien géante. Après avoir lu le scénario d'Eric Red, Renny Harlin quitte le projet pour réaliser 58 minutes pour vivre. Eric Red est alors renvoyé.
La planète-prison de David Twohy
David Twohy écrit ensuite un autre script, autour d'une planète-prison utilisée par la division Guerre biologique de Weyland-Yutani. David Twohy introduit également plusieurs types d'aliens (Rogue Alien, Spike Alien, Alien chameleon, etc.).
L'arrivée de Vincent Ward comme réalisateur du film marque l'abandon du script de David Twohy.
Vincent Ward
Vincent Ward devient le nouveau réalisateur du film et souhaite apporter ses idées à l'histoire. Il imagine avec le scénariste John Fasano une histoire dans laquelle le vaisseau de Ripley s'écrase sur un « satellite monastère ». Ils imaginent un design archaïque dominé par le bois. Le lieu serait habité par des moines luddistes. L'histoire commence par un moine qui croit voir une étoile - c'est la capsule de secours de Ripley. Il croit d'abord que c'est un bon présage. Mais l'arrivée de Ripley et l'impression croissante de la présence d'un alien, fait s'écrouler la vie des moines. Ils pensent que la créature est un signe religieux venu punir leurs délits. De plus, la présence d'une femme dans le monastère accroît la tentation sexuelle. Ils enferment alors Ripley et ignorent ses conseils concernant la créature.
Réécritures finales
Finalement, Vincent Ward quitte le projet comme réalisateur. De nombreux journalistes pensent que le projet de Ward était excellent. L'ancien journaliste du Times David Hughes inclut le script de Ward dans son livre The Greatest Sci-Fi Movies Never Made (« les plus grands films de science-fiction jamais tournés »). Quelques années plus tard, un article du magazine Empire relance l'intérêt autour de l'histoire de Vincent Ward.
Certaines des idées de Vincent Ward sont conservées par David Giler et Walter Hill, qui ont finalement le dernier mot. De plus, une clause du contrat de Sigourney Weaver stipule que le script final doit être signé par Giler et Hill, qui sont les « pères créateurs » du personnage de Ripley. David Fincher est alors engagé comme réalisateur. Il intègre au projet l'auteur Rex Pickett, qui revisite l'histoire de Giler et Hill. Et bien qu'il soit finalement remercié par Giler et Hill, il a contribué à de nombreux éléments du script final.
La suite du développement du film est chaotique. Alors que le scénario est à peine esquissé, la production du film est lancée. L'histoire reçoit à plusieurs reprises des changements plus ou moins importants alors que David Fincher est déjà en train de tourner[réf. nécessaire].

### Attribution des rôles
Au début du développement, Sigourney Weaver n’était pas très sûre de vouloir reprendre le rôle d’Ellen Ripley, mais après plusieurs scénarios non validés et des changements de réalisateurs, elle accepte finalement de reprendre le rôle. Cependant, étant donné qu’elle sera créditée en tant que co-productrice, l’actrice refuse l’utilisation des armes à feu, après l’opus précédent, Aliens, le retour. À l’arrivée de David Fincher sur le projet, lorsque l’actrice, où cette dernière n’avait pas confiance au réalisateur, lui demande comment il imagine Ripley dans cet opus, il lui répond « chauve ». Une idée qu’elle approuve totalement.
Michael Biehn, qui jouait le caporal Dwayne Hicks dans Aliens, le retour, avait menacé de poursuivre en justice les producteurs d'Alien3 car ces derniers voulaient utiliser son corps avec le torse explosé par la sortie d'un alien. Michael Biehn qui espérait reprendre son rôle dans cette suite ne voulait pas que son image soit utilisée de la sorte. Finalement, l'utilisation brève d'une photographie de son personnage lui permit d'être payé autant que pour le second film[réf. nécessaire].

### Tournage
Le tournage débute le 14 janvier 1991 dans les Pinewood Studios près de Londres, alors que le script n'est pas achevé. Il a notamment lieu sur le célèbre plateau Albert R. Broccoli 007. D'autres scènes sont tournées en Angleterre dans la centrale électrique de Blyth ainsi que dans le comté de Durham. Le tournage va se révéler être un véritable enfer pour Fincher, malgré qu’il reste très concentré, sans parler la pression de la Fox et des producteurs David Giler et Walter Hill contre le jeune réalisateur. Le studio envoie sur le tournage Jon Landau, vice-président exécutif de la production de longs métrages chez Twentieth Century Fox, afin de surveiller Fincher. Mais ce dernier n’a pas du tout apprécié cette intrusion où Landau a le contrôle sur le tournage.
Peu après la fin du tournage, certaines scènes avec Sigourney Weaver durent être retournées. Entre-temps l'actrice avait laissé repousser ses cheveux. Pour éviter qu'elle doive à nouveau se raser, ses cheveux ont été cachés sous une prothèse en latex.
D'après les superviseurs des effets spéciaux du film dans le commentaire audio du DVD, c'est le premier opus à utiliser des images de synthèse, dans de rares scènes cependant, notamment celle où on voit l'alien recouvert de plomb fondu. Les scènes spatiales, quant à elles, ont été réalisées avec l'usage traditionnel de maquettes.
À la suite de nombreux désaccords avec la Twentieth Century Fox, le réalisateur David Fincher quitte la production du film avant la fin du montage. De nombreuses scènes tournées par le cinéaste sont donc absentes de la version cinéma, qui dure 1 h 54.

### Musique
Bandes originales de Alien
Aliens, le retour
(1987) Alien, la résurrection
(1997)
Elliot Goldenthal compose la musique du film. Il déclare l'avoir enregistrée durant les émeutes de 1992 à Los Angeles, ce qui aurait contribué à la nature de sa musique.
Toute la musique est composée par Elliot Goldenthal.
| Liste des titres | Liste des titres        | Liste des titres | Liste des titres | Liste des titres | Liste des titres | Liste des titres | Liste des titres | Liste des titres | Liste des titres |
| No               | Titre                   | Durée            |                  |                  |                  |                  |                  |                  |                  |
| ---------------- | ----------------------- | ---------------- | ---------------- | ---------------- | ---------------- | ---------------- | ---------------- | ---------------- | ---------------- |
| 1.               | Agnus Dei               | 4:29             |                  |                  |                  |                  |                  |                  |                  |
| 2.               | Bait and Chase          | 4:42             |                  |                  |                  |                  |                  |                  |                  |
| 3.               | The Beast Within        | 3:09             |                  |                  |                  |                  |                  |                  |                  |
| 4.               | Lento                   | 5:48             |                  |                  |                  |                  |                  |                  |                  |
| 5.               | Candles in the Wind     | 3:20             |                  |                  |                  |                  |                  |                  |                  |
| 6.               | Wreckage and Rape       | 2:43             |                  |                  |                  |                  |                  |                  |                  |
| 7.               | The First Attack        | 4:19             |                  |                  |                  |                  |                  |                  |                  |
| 8.               | Lullaby Elegy           | 3:41             |                  |                  |                  |                  |                  |                  |                  |
| 9.               | Death Dance             | 2:18             |                  |                  |                  |                  |                  |                  |                  |
| 10.              | Visit to the Wreckage   | 2:04             |                  |                  |                  |                  |                  |                  |                  |
| 11.              | Explosion and Aftermath | 2:20             |                  |                  |                  |                  |                  |                  |                  |
| 12.              | The Dragon              | 3:08             |                  |                  |                  |                  |                  |                  |                  |
| 13.              | The Entrapment          | 3:42             |                  |                  |                  |                  |                  |                  |                  |
| 14.              | Adagio                  | 4:14             |                  |                  |                  |                  |                  |                  |                  |
| 49:57            |                         |                  |                  |                  |                  |                  |                  |                  |                  |

## Accueil

### Accueil critique
Alien 3 reçoit un accueil critique mitigé à sa sortie. Sur le site agrégateur de critiques Rotten Tomatoes, le film obtient un score de 43 % de critiques favorables, sur la base de 56 critiques collectées et une note moyenne de 5,31/10 ; le consensus du site indique : « Alien3 prend des risques admirables avec la mythologie de la franchise, mais beaucoup trop peu sont récompensés dans une suite peu scénarisée [et] dont les visuels élégants ne suffisent pas à raviver un manque de sensations fortes ».
Sur Metacritic, le film obtient une note moyenne pondérée de 59 sur 100, sur la base de 20 critiques collectées ; le consensus du site indique : « Avis généralement favorables ».
James Cameron, réalisateur et coscénariste du précédent opus Aliens, le retour (1986), en a voulu personnellement à David Fincher d'avoir détruit la relation complexe des personnages de Ripley, Hicks et Newt qu'il avait établie à la fin de son film. Il exprimera d'ailleurs publiquement sa déception concernant Alien3 avant de s’excuser en apprenant les conditions du tournage auxquelles fut soumis Fincher.

### Box-office
Le film a connu un certain succès commercial, rapportant environ 159 814 000 $ au box-office mondial, dont 55 473 000 $ en Amérique du Nord, pour un budget de 50 000 000 $. En France, il a réalisé 1 652 838 entrées.
| Pays ou région    | Box-office        | Date d'arrêt du box-office | Nombre de semaines |
| ----------------- | ----------------- | -------------------------- | ------------------ |
| États-Unis Canada | 55 473 545 $      | 2 juillet 1992             | 6                  |
| France            | 1 652 868 entrées | –                          | –                  |
| Total mondial     | 159 814 498 $     | –                          | –                  |

## Distinctions
Entre 1992 et 2013, le film Alien 3 a été sélectionné 19 fois dans diverses catégories et a remporté 1 récompense,.

### Récompense
1993
- Motion Picture Sound Editors : Meilleur montage sonore – Doublages.

### Nominations
1992
- Awards Circuit Community Awards (ACCA) : Meilleurs effets visuels pour Richard Edlund, George Gibbs, Alec Gillis et Tom Woodruff Jr.
- Fangoria Chainsaw Awards :
  - Meilleur film avec une large diffusion,
  - Meilleure actrice pour Sigourney Weaver,
  - Meilleur acteur dans un second rôle pour Charles S. Dutton.

1993
- Academy of Science Fiction, Fantasy and Horror Films - Saturn Awards :
  - Meilleur film de science-fiction,
  - Meilleure actrice pour Sigourney Weaver,
  - Meilleur acteur dans un second rôle pour Charles S. Dutton,
  - Meilleure réalisation pour David Fincher,
  - Meilleur scénario pour Larry Ferguson, David Giler et Walter Hill,
  - Meilleurs costumes pour David Perry et Bob Ringwood,
  - Meilleurs effets spéciaux pour Richard Edlund, George Gibbs, Alec Gillis et Tom Woodruff Jr.
- British Academy Film Awards : Meilleurs effets spéciaux pour Richard Edlund, George Gibbs, Alec Gillis et Tom Woodruff Jr.
- MTV Movie & TV Awards : Meilleure scène d'action pour la poursuite avec l'alien dans les tunnels.
- Oscars : Meilleurs effets visuels pour Richard Edlund, George Gibbs, Alec Gillis et Tom Woodruff Jr.
- Prix Hugo : Meilleure présentation dramatique pour Larry Ferguson, David Fincher, David Giler, Walter Hill, Dan O'Bannon, Ronald Shusett et Vincent Ward.

2012
- Festival du Film Jules Verne : Meilleur film d'aventure ou de science-fiction.

2013
- 20/20 Awards :
  - Meilleure conception sonore,
  - Meilleurs effets visuels.

## Version longue
Une version longue de Alien 3 (officiellement appelée Assembly cut) avec plus de 30 minutes de scènes supplémentaires ressort en décembre 2003 dans le coffret DVD Alien Quadrilogy, puis en 2010 dans un coffret Blu-ray Alien Anthology. Cette version tente de reconstituer la workprint (version de travail) de David Fincher que le studio a rechignée, mais va plus loin et ajoute la correction des couleurs, des effets spéciaux supplémentaires et un son remixé 5.1,.
Cette nouvelle version diffère sur de nombreux points par rapport à la version sortie au cinéma en 1992. Par exemple, dans la version cinéma, le xénomorphe sort d'un chien alors que dans l'édition spéciale, il sort d'une vache déjà morte. On découvre que Ripley est retrouvée par Clemens au bord de la rive et non à bord de l'EEV comme le suggérait vraisemblablement la version cinéma. On voit brièvement le Superfacehugger, une version évoluée de la créature qui pond des œufs dans ses victimes (ici une vache). On y apprend aussi de façon plus complète l'histoire des prisonniers, avec l'explication des fameux chromosomes « double Y ». On comprend entre autres que la prison est fermée depuis plusieurs années, mais que, ayant trouvé un équilibre dans le travail minier, les occupants ont été autorisés par la compagnie Weyland-Yutani à continuer leurs activités sur place. Cette version donne aussi beaucoup plus de détails sur la biographie de Clemens. La fin, elle aussi, est différente : si dans l'édition de 1992, l'alien sort du corps de Ripley quand celle-ci se suicide, il n'en est rien dans la version longue.
Il n'y a pour l'heure aucune version director's cut. En effet, David Fincher, étant brouillé avec les producteurs qui ont monté puis remonté son film sans son accord, n'a pas voulu y retoucher. Le réalisateur a en quelque sorte renié ce film, qui était pourtant son tout premier long métrage. Par exemple, dans sa filmographie présente sur le DVD de son film Panic Room, il n'est pas fait mention d’Alien3. Il n'accepte que très rarement d'évoquer cette expérience.
Pour le doublage français des scènes supplémentaires, Tania Torrens et Pascal Renwick sont les seuls comédiens à reprendre leurs places respectives (pour Ripley et Dillon). Tous les autres personnages ont de nouvelles voix françaises. Par exemple, pour Clemens, Patrick Osmond a dû remplacer Daniel Sarky, mort en 1999. Dans la version longue, certains dialogues déjà présents dans la version cinéma ont également été redoublés en français. En plus des changements de voix, ces rajouts se remarquent également par les différences d'adaptation (Ripley et Clemens se tutoient après avoir couché ensemble dans la version cinéma mais dans les dialogues supplémentaires de la version longue, ils continuent de se vouvoyer).

## Produits dérivés
Probe Software développe le jeu vidéo Alien 3 qui sort en 1992. Alien 3: The Gun, un jeu d'arcade de type shoot 'em up, sort l'année suivante.
Une série télévisée d'animation, Operation: Aliens, est développée par la Fox avec une diffusion prévue pour coller à la sortie du film. Elle sera finalement abandonnée malgré l'avancée du projet. Si aucune images officielles ne seront diffusées, certaines paraissent officieusement sur Internet.
Alan Dean Foster a novélisé le film en 1992. Dark Horse Comics publie en 1992 une adaptation du film en comics en  trois volumes, écrite par Steven Grant et dessinée par Christopher Taylor. Par ailleurs, la version non utilisée du script de William Gibson est adaptée en bande dessinée. Alien 3 par William Gibson, le scénario abandonné parait en janvier 2020 chez Vestron. John Christmas se charge des dessins et du scénario.